# Devotio moderna
Die Devotio moderna (lateinisch; „zeitgemäße Frömmigkeit“) war eine religiöse Erneuerungsbewegung innerhalb der Kirche. Sie entstand im ausgehenden 14. Jahrhundert in den Niederlanden und verbreitete sich im 15. Jahrhundert vor allem in Nordwestdeutschland. Im 16. Jahrhundert verlor sie an Kraft, wirkte jedoch im Denken der deutschen Renaissance-Humanisten, der Reformatoren und in den Ignatianischen Exerzitien fort.

## Geschichte
Die Ursprünge der Devotio moderna sind mit Geert Groote (1340–1384) aus Deventer verbunden, aus dessen Tätigkeit sich zunächst die nichtmonastische Bewegung der Brüder vom gemeinsamen Leben herleitete; später entstand die Windesheimer Kongregation, eine im Geist der Devotio moderna reformierte Augustiner-Chorherren-Gemeinschaft. Besonders verbreitet war die Bewegung im 14. und 15. Jahrhundert in niederländischen und niederrheinisch-westfälischen Gebieten. Zuweilen wird sie als Vorgängerin von Luthertum und Calvinismus angesehen. Auch Erasmus von Rotterdam wurde in dieser Denkrichtung erzogen.
Da die Devotio moderna die rechtlich verfasste Kirche, den äußeren Empfang der Sakramente und die Gelübde und Regeln der Ordensgemeinschaften geringer schätzte als die individuelle Christusbeziehung, beschuldigten die Dominikaner sie auf dem Konstanzer Konzil (1414–1418) der Häresie. Johannes Gerson verteidigte sie jedoch und verhinderte einen Prozess.
Bedeutendstes Werk der Devotio moderna ist die „Nachfolge Christi“ (lat. Imitatio Christi) des Windesheimer Chorherren Thomas von Kempen.
Die Devotio moderna machte sich etwa in derselben Zeit bemerkbar, in der sich der Humanismus mit dem Christentum zum christlichen Humanismus verband. Letzterer forderte das Studium der grundlegenden Texte des Christentums, um eine persönliche Beziehung zu Gott herzustellen. Die Brüder vom gemeinsamen Leben fanden ihre Hauptaufgabe und Erwerbsquelle im Abschreiben und Binden von Büchern. Im 16. Jahrhundert wurden die Texte dann durch die Entwicklung der Druckerpresse immer weiteren Kreisen zugänglich.
Die Devotio moderna schöpfte aus den Quellen der christlichen Mystik und stand dem spätmittelalterlichen Spiritualismus nahe. Sie „zielte […] auf eine besondere persönliche und innerliche Frömmigkeit ab, die ihre Kraft nicht so sehr aus der Mitfeier der kirchlichen Liturgie und aus den Sakramenten schöpfte als vielmehr aus der stillen Betrachtung des Leidens Christi und aus dem Geiste der Bergpredigt“. Dabei blieb sie jedoch „ganz und gar kirchentreu“ (August Franzen).
Über den spanischen Reformabt García Jiménez de Cisneros vom Kloster Montserrat und die Lektüre der Imitatio Christi sind die Exerzitien des Ignatius von Loyola stark beeinflusst worden und führt ein Traditionsstrom von der Devotio moderna über die Katholischen Reform des 16. Jahrhunderts bis zur Exerzitienbewegung der Gegenwart.